# Говорящая архитектура

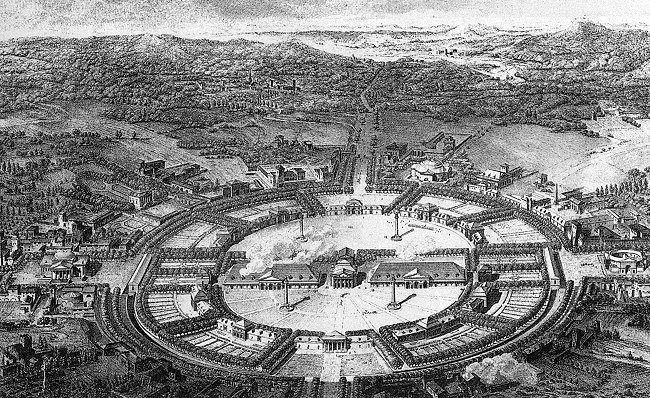
Клод-Николя Леду. Проект города Шо

Выражение architecture parlante («говорящая архитектура») относится к зданиям, внешняя форма которых максимально выражает свою функцию или художественную идею, предложенную архитектором.

## История

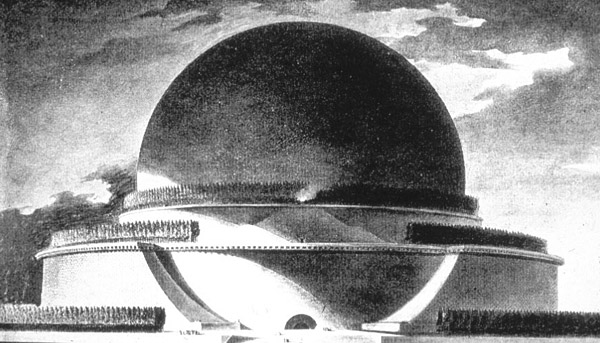
Проект кенотафа Ньютона Этьена-Луи Булле

Возникновение словосочетания связывают прежде всего с именем Клода-Николя Леду, а затем с именами других обучавшихся в Париже архитекторов-мегаломанов периода Французской революции: Этьена-Луи Булле и Жан-Жака Лекё. Согласно Эмилю Кауфману, впервые термин был использован в критическом эссе неизвестного автора о творчестве Леду, написанном в 1852 году для Magasin Pittoresque и озаглавленном «Etudes d’architecture en France». В проекте соледобывающего города Шо, придуманного Леду, дом речного смотрителя стоит над рекой, дома обручников имеют форму бочек, а огромных размеров дом терпимости — форму фаллоса.

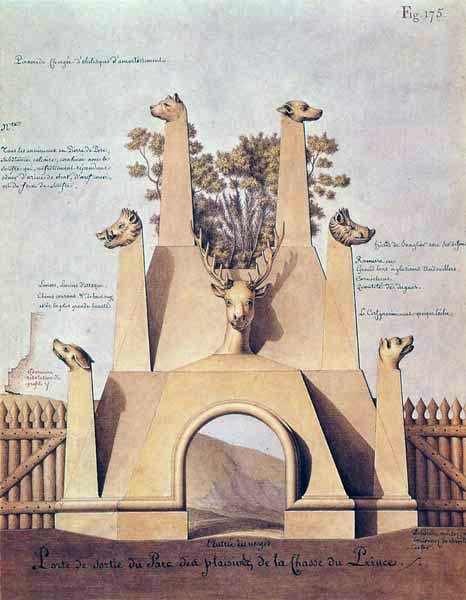
Жан-Жак Лекё. Эскиз двери охотничьего угодья

Самый известный проект Булле и одновременно высшая точка развития «говорящей архитектуры» — кенотаф для Исаака Ньютона. Шар в 150 метров высотой символизирует сферу Вселенной, его перфорированная поверхность имитирует звездное небо.
Лекё использовал принцип «говорящей архитектуры» более прямолинейно. Такие его проекты, как дверь, украшенная головами зверей, на одном из охотничьих угодий или коровник в форме огромной коровы имели довольно странный вид и не воспринимались как серьёзная архитектура. Такое непосредственное, плакатное понимание «говорящей архитектуры» не позволило Лекё занять значимое место в архитектурном процессе того времени.

## Окказиональные ордеры
Среди более практичных примеров «говорящей архитектуры» — окказиональные ордеры, появившиеся благодаря неоклассицизму. Несколько ордеров, обычно основанных на композитном ордере и отличающихся только строением капителей, были изобретены по особым поводам и не использовались больше. Таким образом, их можно назвать «окказиональными ордерами» по аналогии с окказионализмами.
В 1762 году в Риме брат Роберта Адама Джеймс изобрёл «британский ордер» с геральдическим львом и единорогом. В 1789 году Джордж Данс изобрел «аммонитский ордер» — вариант ионического с волютами в виде ископаемых аммонитов для Шекспировской галереи Джона Бойделла в Лондоне. В США Бенджамин Латроб, архитектор Капитолия, придумал серию «американских ордеров» с ботаническими мотивами. Самый знаменитый из них — ордер с кукурузными початками и их листовыми обёртками работы Джузеппе Францони, использованный в маленьком куполообразном вестибюле Верховного Суда.

## Боз-ар

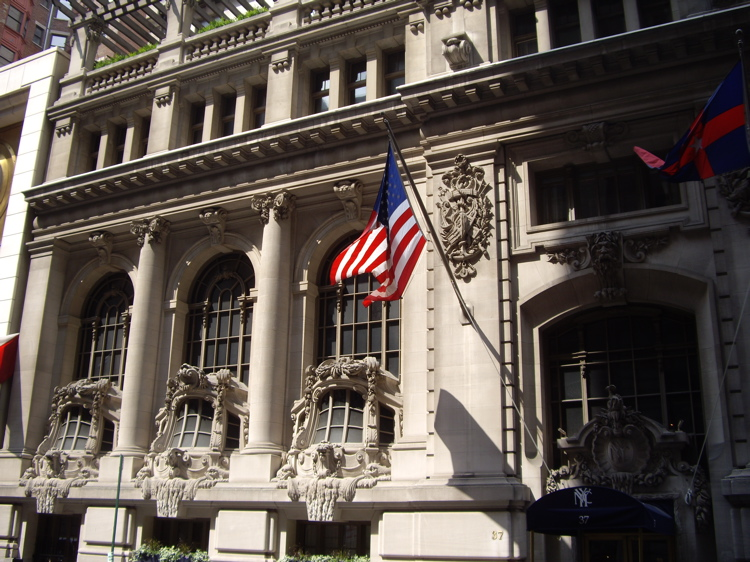
Нью-Йоркский яхт-клуб

Та же идея, но в несколько более сдержанной форме аллегорической скульптуры и надписей, стала одним из отличительных признаков зданий в стиле Боз-ар и таким образом проникла в американскую гражданскую архитектуру. Прекрасный пример — здание Нью-Йоркского яхт-клуба 1901 года, спроектированное фирмой «Уоррен и Уэтмор». Образцом для трёх его фронтальных окон послужила корма голландских кораблей раннего периода, а фасад просто изобилует прикладной скульптурой на морскую тему. Та же команда спроектировала в 1912 году Центральный вокзал Нью-Йорка, который также содержит самообъясняющие архитектурные элементы в виде группы аллегорической скульптуры преувеличенно большого размера; «говорящим» является и тот остроумный способ, которым формы, поверхности, ступени, арки, съезды, проходы, характерные для такого рода зданий, составляют язык, который помогает посетителям ориентироваться.
В том же году «Макким, Мид энд Уайт» разработали проект расположенного по соседству почтового отделения имени Джеймса Фарли со знаменитой надписью, основой для которой послужили слова Геродота: «Ни снег, ни дождь, ни жара, ни ночной мрак не остановит этих гонцов от быстрейшего завершения назначенного пути».
Одни из самых поэтичных и многословных надписей можно обнаружить в гражданской архитектуре Вашингтона. В выборе надписей для вашингтонского вокзала Юнион Стейшн, построенного в 1908 году по проекту Даниеля Бёрнема, принимал участие президент Гарвардского университета Чарльз Уильям Элиот. Пеан над главным входом гласит: «Огонь: величайшее из открытий, позволившее человеку жить в различном климате, использовать множество видов пищи и заставлять силы природы выполнять его работу. Электричество: носитель света и мощи, поглотитель пространства и времени, носитель человеческой речи над сушей и морем, величайший слуга человека, сам по себе неизвестный. Ты всё положил под ноги его».

## Неоклассицизм
В США концепция говорящей архитектуры раскрылась наиболее полно в зданиях Капитолия Небраски (1922) и Лос-анджелесской публичной библиотеки (1925), созданных Бертрамом Гудхью (он работал со своего рода мультимедийной репертуарной труппой художников, таких как скульптор Ли Лори) и снабжённых надписями специалиста по иконографии Хартли Бёрра Александера. Обилие архитектурной скульптуры, росписи по настенным плиткам, живописных росписей, декоративных деталей и надписей делает оба здания носителями определённого набора социальных ценностей.

## Модернизм

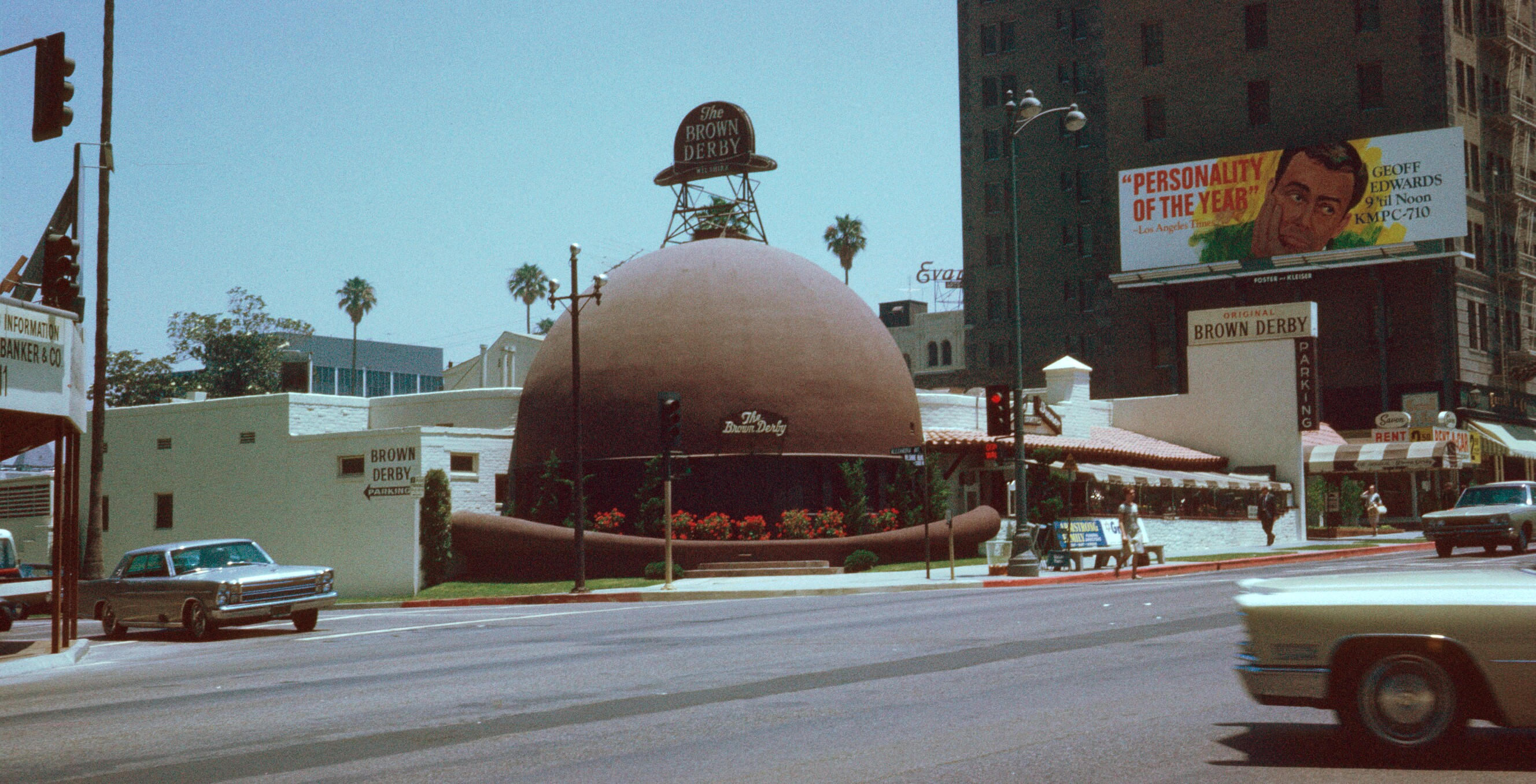
Ресторан «Браун Дерби», Лос-Анджелес

С приходом модернизма, с его суровостью к форме и отвращением к украшательству любого рода, примерно к 40-м годам «говорящая архитектура» исчезла из архитектурного словаря; образцы её можно было обнаружить только среди коммерческих сооружений диковинного вида, вроде ресторана «The Brown Derby» («Коричневый котелок») в Лос-Анджелесе.